# Nemopistha lancearia
Nemopistha lancearia är en insektsart som beskrevs av Navás 1910. Nemopistha lancearia ingår i släktet Nemopistha och familjen Nemopteridae. Inga underarter finns listade i Catalogue of Life.